# Elisabeta de Ungaria (1128–1154)
Elisabeta de Ungaria (în maghiară Erzsébet, în poloneză Elżbieta; n. anii 1120 – d. 21 iulie 1154), aparținând Dinastiei Arpadiene, a fost ducesă de Polonia Mare prin căsătoria cu ducele Mieszko al III-lea al Poloniei.

## Biografie
Elisabeta a fost fiica cea mare a regelui Béla al II-lea al Ungariei și a soției sale, Elena a Serbiei. Această descendență este confirmată de mai multe surse care urmăresc ceea ce a afirmat cronicarul Jan Długosz. Totuși, Oswald Balzer a infirmat această teorie bazându-se pe criterii cronologice: dacă data căsătoriei Elisabetei este corectă, tânăra trebuie să fi avut atunci 8 sau 9 ani, o vârstă foarte mică pentru căsătorie chiar și pentru Evul mediu. Balzer a speculat că Elisabeta ar fi fost fiica lui Álmos, ducele Croației (tatăl regelui Béla al II-lea). Punctul slab al acestei ipoteze este reprezentat de referințele din cronicile medievale (de exemplu Chronicon Polono-Silesiacum), care afirmă că Elisabeta era fiica „regelui Ungariei”, titlu pe care Álmos nu-l putea folosi deoarece era doar duce. O altă teorie a fost propusă de istoricul Kazimierz Jasiński care afirmă că Elisabeta era fiica regelui Ștefan al II-lea. Deși sursele indică faptul că, datorită stilului său de viață dezordonat, Ștefan al II-lea nu a avut copii, potrivit lui Jasiński aceste idei datează dintr-o perioadă ulterioară și nu merită să li se acorde încredere. În plus, trebuie să se țină seama de faptul că cronicarii au omis adesea înregistrarea nașterii fiicelor.
În jurul anului 1136 Elisabeta s-a căsătorit cu prințul Mieszko, fiul domnitorului polonez Boleslav al III-lea. Căsătoria a fost urmarea acordului încheiatn anul anterior la Merseburg. Doi ani mai târziu, la 28 octombrie 1138, ducele Boleslav al III-lea a murit și conform testamentul său, Mieszko a moștenit provincia Polonia Mare și a devenit duce, iar Elisabeta ducesă.

## Căsătorie și descendenți
Elisabeta de Ungaria și Mieszko al III-lea, căsătoriți în jurul anului 1136, au avut cinci copii:
- Odon (d. 1194), duce al Poloniei Mari;
- Ștefan (d. între 1168 și 1177);
- Elisabeta (d. 1209), căsătorită cu ducele Sobeslav al II-lea de Boemia și apoi cu margraful Conrad al II-lea de Luzacia;
- Ludmila (d. 1223), căsătorită cu ducele Frederic I de Lorena;
- Iudita (d. după 1201), căsătorită cu ducele Bernard al III-lea de Saxonia.[2]